# Achiralność
Achiralność (gr. ἀ-,a- – przedrostek przeczący, χείρ, cheir - ręka) – właściwość przedmiotu, polegająca na jego identyczności z własnym odbiciem lustrzanym. W przeciwieństwie do obiektów chiralnych (takich jak dłoń), przedmiot achiralny i jego odbicie w zwierciadle płaskim dają ten sam, dający się nałożyć na siebie obraz.